# Saská akademie umění
Saská akademie umění (německy Sächsische Akademie der Künste) je veřejnoprávní korporace se sídlem v Drážďanech. Sdružuje přibližně 170 umělců a teoretiků umění ze Svobodného státu Sasko, z Německa a zahraničí.

## Poslání

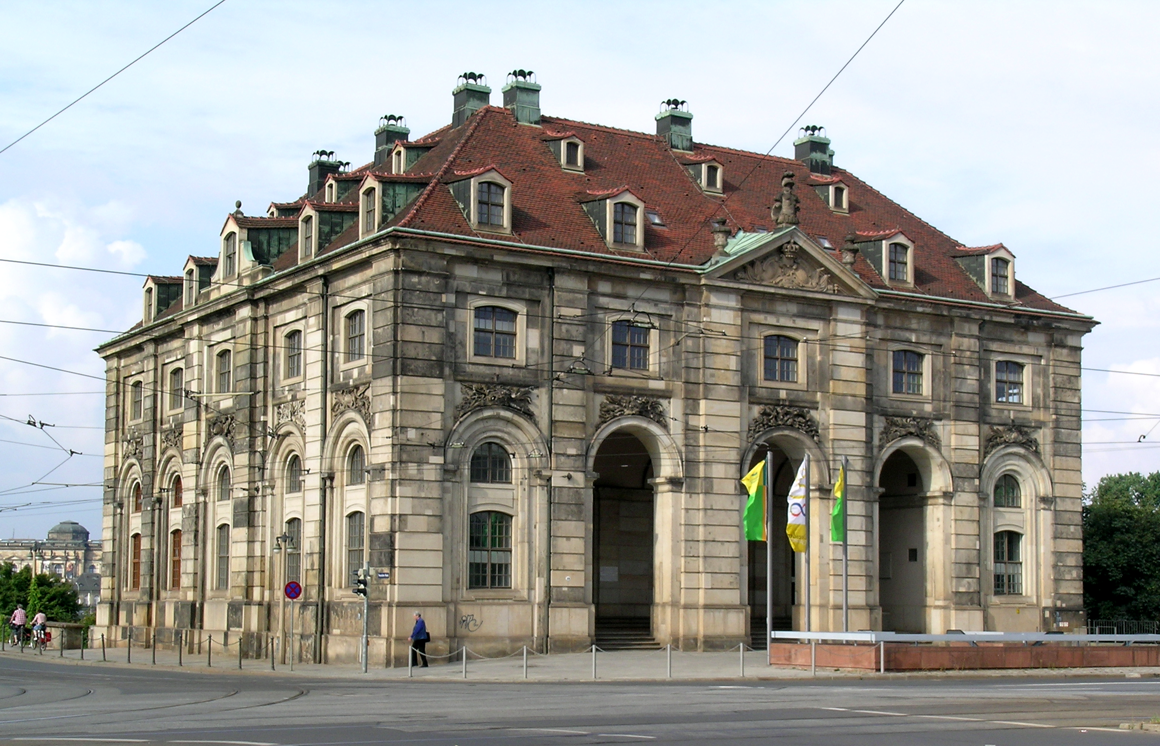
Blockhaus – původní sídlo akademie

Saská akademie umění má jakožto veřejnoprávní korporace a instituce Svobodného státu Sasko za úkol „podporovat umění, podávat návrhy na jeho podporu a udržovat tradice saského kulturního prostoru“ (Zakládací zákon z roku 1994). Ve svých stanovách je akademie definována jako společenství umělců a teoretiků umění, kteří zastupují uměleckou svobodu a nároky umění před státem a společností a seznamují veřejnost s důležitými uměleckými úspěchy své doby. Saská akademie umění se ve své činnosti řídí oběma hlavními principy, které byly spojeny s jejím vznikem. Vzhledem k tomu, že se geograficky nachází mezi sesterskými akademiemi v Berlíně a Mnichově, je jejím úkolem oživit intelektuální a umělecké bohatství středoněmecké oblasti a současně čelit novým úkolům spojeným s demografickými, sociálními a kulturními změnami. Úkolem Saské akademie umění je rovněž kulturně a umělecky podporovat demokratizaci v nových členských zemích Evropské unie a proces evropského sjednocování, což souvisí s historickou rolí Saska ve střední a východní Evropě.
V letech 2005–2011 akademie společně se Středoevropským centrem Technické univerzity v Drážďanech organizovala tzv. Chamiso-Poetikdozentur, což jsou přednášky německy mluvících autorů jiného než německého původu související s osobní zkušeností, jakou mají autoři „mezi jazyky“, a s tématy emigrace, vlasti, jazyka a exilu. V červnu 2014 se akademie vyjádřila ve prospěch propuštění ukrajinského režiséra Oleha Sencova.

## Historie
Saská akademie umění je nejmladší ze tří zemských uměleckých akademií založených ve Spolkové republice Německo, které jsou všechny rozčleněny do pěti tříd. Iniciativa vzešla od skupiny zakladatelů, která po roce 1990 zahrnovala publicistu a esejistu Friedricha Dieckmanna, sochaře Wielanda Förstera, hudebníka Ludwiga Güttlera, herce Friedricha-Wilhelma Jungeho a historika umění Wernera Schmidta. Po vypracování Zakládacího zákona a Stanov přijal Saský zemský sněm 27. května 1996 „Zákon o zřízení Saské akademie umění“. Po schválení saské Ústavy 29. února 1996, po jmenování 30 zakládajících členů, prezidenta akademie a jejího senátu byl proces zakládání završen.

## Členové
Saská akademie umění sdružuje řádné, korespondenční a čestné členy z Německa a ze zahraničí. Za členy mohou být zvoleni umělci a teoretici umění, jež svým dílem obzvláště vynikli a jsou původem nebo působností spjati se saskou kulturní oblastí. Tito členové jsou nominováni jednotlivými třídami akademie a voleni v tajném hlasování na valné hromadě. Zde může nové členy navrhnout také senát. Sebenominace je vyloučena. V roce 2020 měla akademie 165 členů.

## Struktura
Činnost akademie je rozdělena do pěti tříd:
1. Třída architektury, sekretář: Thomas Will, zástupce: Irene Lohaus
2. Třída výtvarného umění, sekretář: Jürgen Müller, zástupce: Jürgen Schön
3. Třída múzických umění a filmu, sekretář: Wolfgang Schaller, zástupce: Irina Pauls
4. Třída literatury a pěstování jazyka, sekretář: Peter Geist, zástupce: Christian Lehnert
5. Třída hudby, sekretář: Annette Schlünz, zástupce: Jörn Peter Hiekel

Do roku 2013 akademie sídlila v tzv. Blockhausu. Vzhledem k tomu, že stát dosud neopravil povodňové škody, k nimž došlo v červnu 2013, nachází se od roku 2014 kancelář akademie v budově na náměstí Palaisplatz 3. Orgány akademie jsou prezident, senát složený ze sekretářů a zástupců pěti tříd. Jednou ročně se koná valná hromady. Organizační úkoly provádí kancelář, prezidentovým sekretářem je Klaus Michael.

### Prezidenti
- 1996–2002: Werner Schmidt, viceprezident: Friedrich Dieckmann
- 2002–2008: Ingo Zimmermann, viceprezident: Dieter Görne
- 2008–2011: Udo Zimmermann, viceprezident: Peter Gosse
- 2011–2014: Peter Gülke, viceprezident: Wilfried Krätzschmar
- 2014–2017: Wilfried Krätzschmar, viceprezident: Franz Martin

Od 1. července 2017: Holk Freytag, viceprezident: Jörg Bochow

## Ceny

### Cena Hanse Thea Richtera za grafiku a kresbu
Cena Hanse Thea Richtera za grafiku a kreslení se obvykle uděluje každé dva roky. Cena Saské akademie umění, kterou finančně podpořila vdova po Hansovi Theovi Richterovi, se uděluje za zvláštní úspěchy v grafice a kresbě a je dotována částkou 20 000 €. Vítěze první ceny, Maxa Uhliga, určila Hildegard Richter, následující vítězové se vybírají na základě rozhodnutí poroty složené z členů třídy výtvarného umění Saské akademie umění, správní rady Nadace Hildegardy a Hanse Thea Richterových a ředitele Grafického kabinetu Státních uměleckých sbírek Drážďany.
Nositeli ceny jsou:
- 1998: Max Uhlig, Drážďany
- 1999: Jiří Kolář, Praha
- 2000: Paula Ribariu, Bukurešť a Werner Wittig, Radebeul
- 2001: Peter Graf, Drážďany
- 2003: Thomas Ranft, Chemnitz
- 2005: Lutz Fleischer, Drážďany
- 2007: Wolfram Adalbert Scheffler, Berlín
- 2010: Dieter Goltzsche, Berlín
- 2012: Hanns Schimansky, Berlín
- 2014: Claus Weidensdorfer, Radebeul
- 2017: Marlene Dumasová, Kapské Město / Amsterdam

### Cena Gottfrieda Sempera za architekturu
Cenou Gottfrieda Sempera za architekturu je každé dva roky oceněna mezinárodně uznávaná osobnost architekta, jehož realizace se vyznačují zvláštními kvalitami udržitelné výstavby. Při hodnocení jsou proto brány v úvahu různé aspekty architektonické kvality, např. urbanické začlenění stavby, jakož i vztah ke krajině, klimatu, zdrojům a prostorové úspornosti. Cena, kterou od roku 2007 uděluje Saská akademie umění spolu se Saskou zemskou nadací pro přírodu a životní prostředí (LaNU) a Vattenfall Europe Mining & Generation, je nedotovaná.
Nositeli ceny jsou:
- 2007: Erich Schneider-Wessling
- 2009: Günter Pfeifer
- 2011: Frank Zimmermann
- 2013: Louisa Hutton a Matthias Sauerbruch z architektonického studia Sauerbruch Hutton
- 2015: Undine Giseke
- 2019: Christoph Ingenhoven[7]

## Publikace
- Baukunst und Umwelt. Redakce Klaus Michael, Ingrid Sonntag. Dresden: Sächsische Akademie der Künste, 2008. 188 s. ISBN 978-3-934367-15-9. (německy)
- Dichter und Maler über Kunst und Natur : Dokumentation des gemeinsamen Jahresprogramms „Die Elemente 2004. Natur – Kunst – Umwelt“ der Sächsischen Akademie der Künste und der Sächsischen Landesstiftung Natur und Umwelt. Dresden: Sächsische Akademie der Künste ; Sächsische Landesstiftung Natur und Umwelt, 2006. 160 s. ISBN 978-3-934367-13-5. (německy)
- Gotthard Graubner : Malerei und Zeichnung. Příprava vydání Werner Schmidt. Dresden: Sächsische Akademie der Künste, 2000. 190 s. ISBN 978-3-934367-04-3. (německy)
- Günter Pfeifer. Redakce Anne Koban, Ingrid Sonntag. Dresden: Sächsische Akademie der Künste, 2010. 92 s. ISBN 978-3-934367-18-0. (německy)
- Stadtumbau Ost, Superumbau Hoyerswerda. Redakce Klaus Michael, Kirsten Böhme. Dresden: Sächsische Akademie der Künste, 2005. 120 s. ISBN 978-3-934367-07-4. (německy)
- Tradition und Zukunft der Moderne : Städtebau und Architektur in Brünn und Leipzig = Tradice a budoucnost moderny. Redakce Klaus Michael, Ingo Andreas Wolf. Dresden: Sächsische Akademie der Künste, 2005. 179 s. ISBN 978-3-934367-08-1. (německy) (česky)